# Třída Öland
Třída Öland byla třída torpédoborců švédského námořnictva. Třída se skládala ze dvou jednotek – Öland a Uppland. Do služby byly zařazeny na konci 40. let, na sklonku kariéry byly kategorizovány jako fregaty a v roce 1978 vyřazeny.

## Stavba

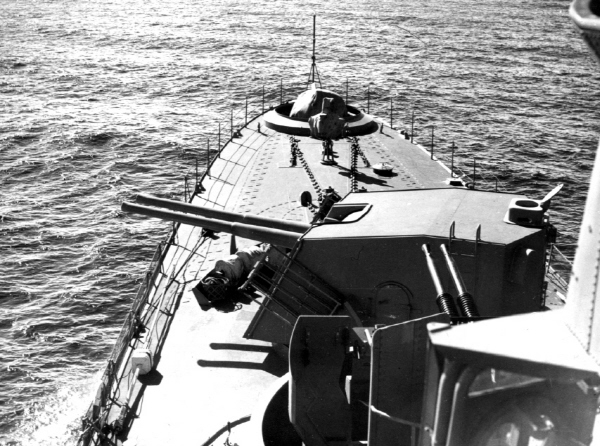
Příďová dělová věž a 40mm dvojkanón

Stavba dvojice torpédoborců této třídy byla zahájena v roce 1943 a do služby byly zařazeny v letech 1947-1948.

## Konstrukce

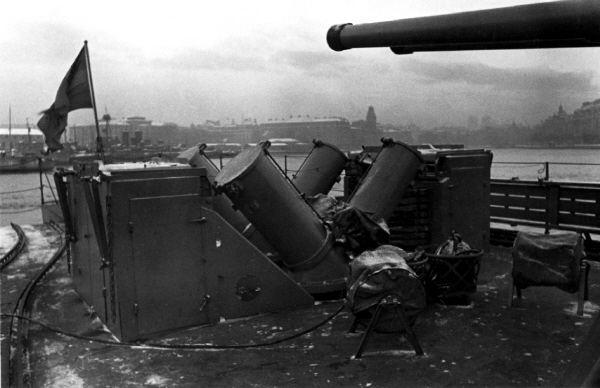
Vrhače hlubinných pum

Hlavňovou výzbroj po dokončení tvořily čtyři dvouúčelové 120mm kanóny v dvoudělových věžích, šest 40mm protiletadlových kanónů a osm 25mm kanónů. Další ofenzivní zbraní byly dva trojhlavňové 533mm torpédomety. K napadání ponorek sloužily čtyři vrhače a dvě skluzavky hlubinných pum. Torpédoborce byly několikrát modernizovány, dostaly například novou elektroniku, prostornější můstek, nová 40mm děla a jeden 305mm salvový vrhač hlubinných pum Squid.
Pohonný systém tvořily dva kotle a dvě převodové turbíny. Nejvyšší rychlost dosahovala 35 uzlů.